# Тарба
Тарба (англ. Tarba, араб. طربا) — поселення в Сирії, що складає невеличку друзьку общину в нохії  Аль-Мушаннаф, яка входить до складу однойменної мінтаки Ес-Сувейда в південній сирійській мухафазі Ес-Сувейда.